# Interazione antigene-anticorpo
L'interazione antigene-anticorpo  o reazione antigene-anticorpo è un'interazione chimica specifica tra gli anticorpi prodotti dai linfociti B dei globuli bianchi e gli antigeni durante la reazione immunitaria.
Gli antigeni e gli anticorpi si combinano tramite un processo chiamato agglutinazione; che è la reazione fondamentale nel corpo mediante la quale il corpo è protetto da molecole estranee complesse, come gli agenti patogeni e le loro tossine chimiche. 
Nel sangue, gli antigeni sono specificamente legati dagli anticorpi con elevata affinità per formare un complesso antigene-anticorpo. Il complesso immunitario viene quindi trasportato ai sistemi cellulari dove può essere distrutto o disattivato.
La prima descrizione corretta della reazione antigene-anticorpo fu data da Richard J. Goldberg presso l'Università del Wisconsin nel 1952.
Nota come "teoria di Goldberg" o (della reazione antigene-anticorpo).
Esistono diversi tipi di anticorpi e antigeni e ogni anticorpo è in grado di legarsi solo a un antigene specifico. 
La specificità del legame è dovuta alla specifica costituzione chimica di ciascun anticorpo. 
Il determinante antigenico o epitopo è riconosciuto dal paratopo dell'anticorpo, situato nella regione variabile della catena polipeptidica. 
La regione variabile a sua volta ha regioni ipervariabili che sono sequenze di amminoacidi uniche in ciascun anticorpo. 
Gli antigeni sono legati agli anticorpi attraverso interazioni deboli e non covalenti come le interazioni elettrostatiche, i legami idrogeno, le forze di Van der Waals e le interazioni idrofobiche.
I principi di specificità e reattività crociata dell'interazione antigene-anticorpo sono utili nel laboratorio clinico per scopi diagnostici. 
Un'applicazione di base tipica è la determinazione del gruppo sanguigno ABO. 
Viene anche utilizzato come tecnica molecolare per l'infezione da diversi agenti patogeni, come l'HIV, i microbi e i parassiti come gli elminti.